# Marco Höger
Marco Höger (Colonia, 16 settembre 1989) è un calciatore tedesco, centrocampista del Colonia II.

## Statistiche

### Presenze e reti nei club
Statistiche aggiornate al 13 maggio 2017.
| Stagione             | Squadra              | Campionato           | Campionato | Campionato | Coppe nazionali | Coppe nazionali | Coppe nazionali | Coppe continentali | Coppe continentali | Coppe continentali | Altre coppe | Altre coppe | Altre coppe | Totale | Totale |
| Stagione             | Squadra              | Comp                 | Pres       | Reti       | Comp            | Pres            | Reti            | Comp               | Pres               | Reti               | Comp        | Pres        | Reti        | Pres   | Reti   |
| -------------------- | -------------------- | -------------------- | ---------- | ---------- | --------------- | --------------- | --------------- | ------------------ | ------------------ | ------------------ | ----------- | ----------- | ----------- | ------ | ------ |
| 2008-2009            | Aquisgrana II        | OL                   | 21         | 3          | -               | -               | -               | -                  | -                  | -                  | -           | -           | -           | 21     | 3      |
| 2009-2010            | Aquisgrana II        | OL                   | 18         | 4          | -               | -               | -               | -                  | -                  | -                  | -           | -           | -           | 18     | 4      |
| Totale Aquisgrana II | Totale Aquisgrana II | Totale Aquisgrana II | 39         | 7          |                 | -               | -               |                    | -                  | -                  |             | -           | -           | 39     | 7      |
| 2009-2010            | Aquisgrana           | ZL                   | 10         | 0          | CG              | 0               | 0               | -                  | -                  | -                  | -           | -           | -           | 10     | 0      |
| 2010-2011            | Aquisgrana           | ZL                   | 33         | 7          | CG              | 4               | 3               | -                  | -                  | -                  | -           | -           | -           | 37     | 10     |
| Totale Aquisgrana    | Totale Aquisgrana    | Totale Aquisgrana    | 43         | 7          |                 | 4               | 3               |                    | -                  | -                  |             | -           | -           | 47     | 10     |
| 2011-2012            | Schalke 04           | BL                   | 27         | 1          | CG              | 3               | 0               | UEL                | 12                 | 0                  | SG          | 1           | 0           | 43     | 1      |
| 2012-2013            | Schalke 04           | BL                   | 22         | 3          | CG              | 2               | 0               | UCL                | 6                  | 0                  | -           | -           | -           | 30     | 3      |
| 2013-2014            | Schalke 04           | BL                   | 8          | 2          | CG              | 2               | 0               | UCL                | 4                  | 0                  | -           | -           | -           | 14     | 2      |
| 2014-2015            | Schalke 04           | BL                   | 26         | 1          | CG              | 1               | 0               | UCL                | 7                  | 0                  | -           | -           | -           | 34     | 1      |
| 2015-2016            | Schalke 04           | BL                   | 5          | 0          | CG              | 0               | 0               | UEL                | 1                  | 0                  | -           | -           | -           | 6      | 0      |
| Totale Schalke 04    | Totale Schalke 04    | Totale Schalke 04    | 88         | 7          |                 | 8               | 0               |                    | 30                 | 0                  |             | -           | -           | 126    | 7      |
| 2016-2017            | Colonia              | BL                   | 30         | 0          | CG              | 2               | 0               | -                  | -                  | -                  | -           | -           | -           | 32     | 0      |
| Totale carriera      | Totale carriera      | Totale carriera      | 200        | 21         |                 | 15              | 3               |                    | 30                 | 0                  |             | 1           | 0           | 246    | 24     |

## Palmarès

### Club

#### Competizioni nazionali
- Supercoppa di Germania: 1

Schalke 04: 2011
- 2.Bundesliga: 1

Colonia: 2018-2019